# Lilija Jankova
Lilija Jankova (in bulgaro Лилия Янкова?; Pernik, 24 marzo 1951) è un'ex cestista bulgara.

## Carriera
Con la Bulgaria ha disputato due edizioni dei Campionati europei (1970, 1976).